# Microthlaspi
Microthlaspi es un género  de plantas fanerógamas, de la familia Brassicaceae. Comprende 4 especies descritas y de estas, solo 3 aceptadas.

## Taxonomía
El género fue descrito por Friedrich Karl Meyer y publicado en Feddes Repert. 84(5–6): 452–453. 1973.

## Especies aceptadas
A continuación se brinda un listado de las especies del género Microthlaspi aceptadas hasta julio de 2014, ordenadas alfabéticamente. Para cada una se indica el nombre binomial seguido del autor, abreviado según las convenciones y usos.	
- Microthlaspi granatense F.K. Meyer
- Microthlaspi natolicum F.K. Mey.
- Microthlaspi perfoliatum (L.) F. K. Mey.[3]
- Microthlaspi umbellatum F. K. Mey.